# Macrocneme thyra
Macrocneme thyra är en fjärilsart som beskrevs av Heinrich Benno Möschler 1883. Macrocneme thyra ingår i släktet Macrocneme och familjen björnspinnare. Inga underarter finns listade i Catalogue of Life.